# Carotenoide
Carotenoides são substâncias químicas tetraterpênicas que compreendem pigmentos amplamente difundidos na natureza. Caracterizam-se por apresentar moléculas oxidáveis, por exibir cores que vão do amarelo ao vermelho, por serem lipossolúveis, por serem encontrados em vegetais e por serem essenciais como precursores da síntese da vitamina A em animais.
Os mais de 900 tipos de carotenoides conhecidos podem se diferenciar em duas grandes famílias:
- Carotenos: formados por carbono e hidrogênio, como por exemplo o beta-caroteno ( pró-vitamina A ) ou o licopeno. Ambas são moléculas altamente apolares.
- Xantofilas: são carotenoides polares, funcionalizados com diversos grupos oxigenados como hidroxilas ou cetonas. Exemplos de xantofilas são: luteína, zeaxantina, mixol, osciloxantina e aloxantina.

Os carotenoides atuam como pigmento nas plantas e nos animais. Os carotenoides são o segundo dentre os pigmentos mais importantes para a fotossíntese. Estas moléculas protegem a clorofila do excesso da luz. Entretanto, os carotenoides podem ser incapazes de lidar com excitação excessiva do fotossistema II, o que permitiria que o oxigênio singleto cause dano no complexo PSII. Encontram-se, também, em outros organismos fotossintéticos, como algas, alguns tipos de fungos e algumas bactérias. 
Os carotenoides são importantes na alimentação humana. Quatro tipos de carotenoides beta-caroteno, alfa-caroteno, gama-caroteno e beta-criptoxantina são os precursores da vitamina A que, entre outras funções, atua diretamente na respiração celular e sintetiza pigmentos da retina. Outros carotenoides podem ser poderosos antioxidantes, especialmente a astaxantina, encontrada em algas. 